# Fred Englert
Fred Englert (* 20. August 1943) ist ein ehemaliger deutscher Fußballspieler. Der Stürmer hat in der Saison 1969/70 bei Rot-Weiss Essen in der Fußball-Bundesliga sieben Spiele absolviert und zwei Tore erzielt.

## Karriere
Englert spielte in der Serie 1965/66 mit Viktoria Aschaffenburg in der Amateurliga Hessen und wechselte zur Runde 1966/67 zum Freiburger FC in die damals zweitklassige Fußball-Regionalliga Süd. Zur Mannschaft vom Möslestadion kamen zusätzlich noch Karl-Heinz Bente und Helmut Siebert. Englert debütierte am dritten Spieltag, den 4. September 1966, beim 2:1-Auswärtserfolg gegen den 1. FC Pforzheim in der Regionalliga. Der Angriff setzte sich im Brötzinger Tal aus Siebert, Bente, Englert, Klaus-Peter Jendrosch und Gerd Klier zusammen. Am Rundenende hatte der Mann aus Aschaffenburg in 17 Ligaspielen fünf Tore erzielt und der FFC hatte den siebten Platz belegt. Nach nur einer Saison in Freiburg unterschrieb er zur Runde 1967/68 beim 1. SC Göttingen 05 in der Fußball-Regionalliga Nord. Mit der von Trainer Fritz Rebell trainierten Elf feierte er am Rundenende die Vizemeisterschaft und damit den Einzug in die Bundesligaaufstiegsrunde. Zur Vizemeisterschaft hatte er in 32 Ligaspielen 14 Tore beigesteuert. In der Aufstiegsrunde kam er in den vier ersten Spielen gegen SV Alsenborn (3:0), Hertha BSC (0:1), FC Bayern Hof (3:1) und Rot-Weiss Essen (0:1) zum Einsatz, um danach nach einem Platzverweis nicht mehr zum Zuge zu kommen. In seiner zweiten Göttinger Saison, 1968/69, kam er mit den 05ern auf den vierten Rang und hatte in 22 Spielen zwölf Tore erzielt.
Im Sommer 1969 schaffte er den Sprung in die Bundesliga, er wechselte zu Rot-Weiss Essen. In der Saison 1969/70 absolvierte er sieben Spiele, in denen er zwei Tore für die Mannschaft von der Hafenstraße erzielte. Sein Bundesligadebüt feierte er am 20. Dezember 1969 unter Trainer Herbert Burdenski beim 3:0-Heimerfolg gegen den TSV München 1860, wobei dem Debütanten zwei Treffer gegen Petar Radenković gelangen. Gegen die leistungsstarke Offensivkonkurrenz um Erich Beer, Willi Lippens, Helmut Littek und Herbert Weinberg konnte er sich aber im Verlauf der Runde nicht behaupten.
Nach der Saison trennten sich die Wege von RWE und Englert, den Stürmer zog es wieder nach Hessen, er spielte zur Saison 1970/71 erneut für Viktoria Aschaffenburg, jetzt aber in der Regionalliga Süd. Er erzielte für die Elf vom Stadion am Schönbusch in 33 Ligaeinsätzen acht Tore, konnte aber damit den Abstieg in das hessische Amateurlager nicht verhindern.
Insgesamt hat Englert 104 Regionalligaeinsätze absolviert und 39 Tore erzielt.